# Fibra acrílica

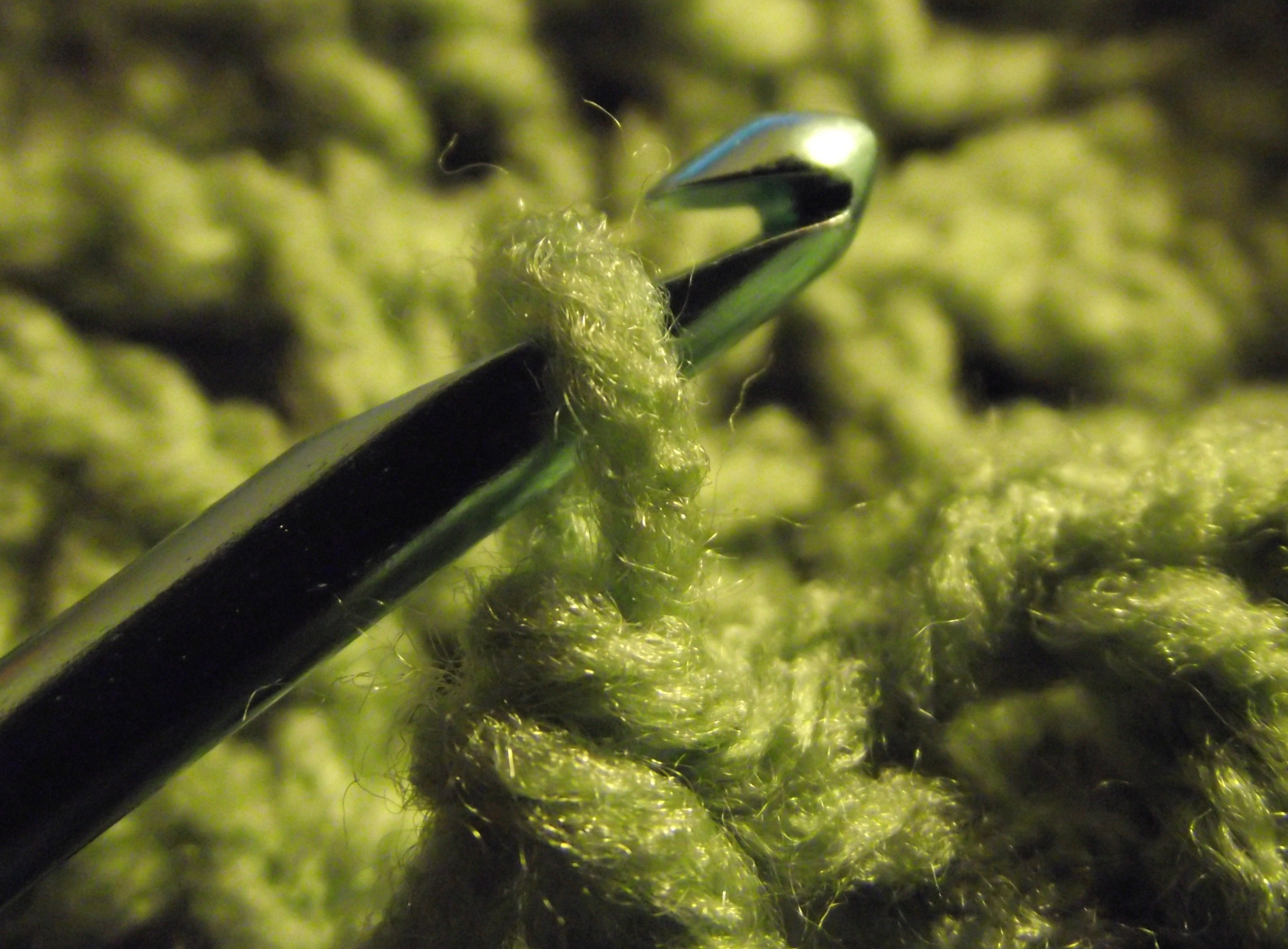
uma pessoa costurando com fibra acrílica

Fibras acrílicas são fibras sintéticas feitas de um polímero (poliacrilonitrila) com um peso molecular médio de ~100,000, aproximadamente 1900 unidades de monômero. Para ser chamado de "acrílica" nos EUA. o polímero deve conter ao menos 85% de monômero acrilonitrila. Comonômeros típicos são acetato de vinila ou acrilato de metila. A DuPont Corporation criou as primeiras fibras acrílicas em 1941 e registrou-a sob a marca "Orlon".

## Histórico
Herbert Rein da I. G. Farben na Alemanha em 1930, iniciou as pesquisas de polimerização da acrilonitrila. Com o polímero obtido, poliacrilonitrila, iniciou-se pesquisas para suas aplicações. Para a produção de fibras, entretanto, existiam algumas dificuldades para sua transformação em fibras têxteis, devido a ser um polímero termofixo, não fundindo, apenas se decompondo com o aumento de temperatura, apresentar baixa elasticidade, ser difícil de ser tingido, e por sua solubilização apenas em solventes significativamente custosos, de uso exclusivamente laboratorial, o mesmo também tem propriedades que conduzem a eletricidade.
Em 1942, com o surgimento em escala industrial do solvente dimetilformamida, a produção de fibra tornou-se viável economicamente. Para obter-se elasticidade e afinidade com corantes tintorial, são acrescidos à sua cadeia polimérica outros monômeros, os comonômeros, como o metacrilato de metila, acetato de vinila e monômeros vinílicos, passando a ser, portanto, um copolímero, chamado de fibra acrílica, cujo teor de acrilonitrila seja normalmente igual ou superior a 85%. Em 1948 a fibra foi lançada comercialmente com as marcas Dralon pela empresa Bayer e Orlon pela DuPont.